# Brown Buttress
Brown Buttress (frei übersetzt: Brown-Pfeiler) ist ein keilförmiges und 800 m hohes Felsmassiv an der Shackleton-Küste in der antarktischen Ross Dependency. Er ragt unweit des Kopfendes des Dickey-Gletschers östlich der Surveyors Range auf.
Das New Zealand Antarctic Place-Names Committee benannte ihn am 27. Februar 2003 nach Raymond Frederick Brown, der als Techniker des Geomagnetikprojekts im Jahr 1960 zur Überwinterungsmannschaft auf der Hallett-Station am Kap Hallett gehörte.